# Port d'Abruka
Le port d’Abruka (estonien : Abruka sadam) est un port sur l'île d’Abruka en Estonie.

## Présentation
Le port d’Abruka compte 8 emplacements, 
40 mètres
La longueur maximale des bateaux 20 mètres, largeur maximum 2,5 mètres, tirant d'eau maximum 50m. 

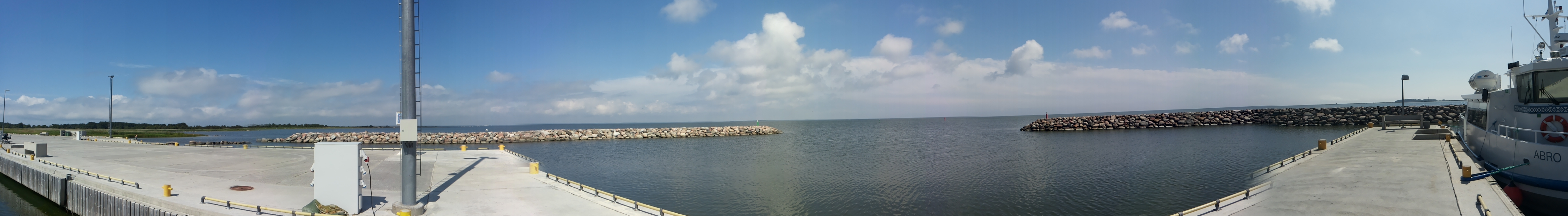

Faible profondeur (EH2000)